# Hôtel de la Vicomté (Dieppe)
L'ancien hôtel de la vicomté est un édifice situé à Dieppe, en France.

## Localisation
L'édifice est situé dans le département français de la Seine-Maritime, sur la commune de Dieppe, au 35-37 quai Henri-IV,.

## Historique
L'édifice est construit en 1760 et destiné au siège de la vicomté, lieu de perception des impôts.
Lors de la Révolution française, l'hôtel est vendu comme bien national.
Les façades et les toitures sur rue et sur cour, ainsi que le mur de clôture à l'Ouest de la cour sont inscrits au titre des monuments historiques le 22 mars 1991.

## Description
L'édifice est en brique et pierre.